# Chessmaster
Chessmaster je série logických počítačových her na hraní šachů. Je to nejprodávanější šachová série v historii, s více než pěti miliony prodaných kusů k roku 2002.

## Díly série

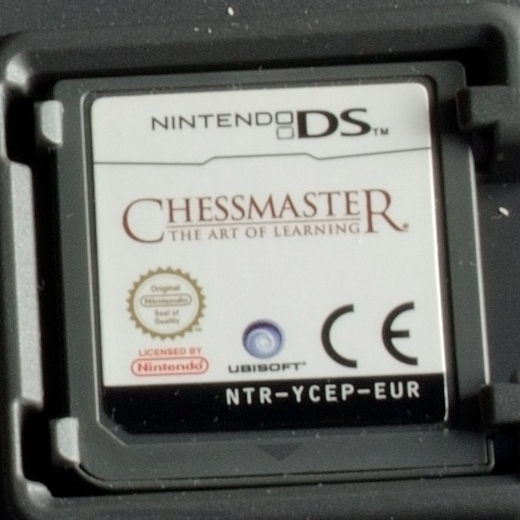
Chessmaster: The Art of Learning na Nintendo DS

- 1986: The Chessmaster 2000. Poprvé publikoval Software Country a brzy poté kalifornská společnost The Software Toolworks. Vyšlo pro platformy Amiga, Amstrad CPC, Apple II, Atari 8-bit, Atari ST, Commodore 64, DOS, Macintosh, MSX a ZX Spectrum. Hra měla šachový engine (bez ovládání myší) napsaný Davidem Kittingerem a výrobce ohodnotil hru na 2000 Elo. Americká šachová federace ho ohodnotila nad 2000, ve skutečnosti není známo, jakou sílou hraje, protože testy byly provedeny na pomalých počítačích z 80. let. V červenci 1986 se Chessmaster stal prvním komerčně dostupným softwarem, který vyhrál třídu osobních počítačů na United States Open Computer Chess Championship v Mobile, Alabama.
- 1988: The Fidelity Chessmaster 2100 byl publikován pro Apple II/Apple IIGS a Commodore 64. V roce 1989 pro DOS a v roce 1990 pro systém Amiga.
- 1989: The Chessmaster vyšel pro NES, v roce 1991 pro Game Gear a Game Boy a v roce 1992 pro SNES a Mega Drive.
- 1991: The Chessmaster 3000 pro DOS, Windows 3.x a Macintosh. Pohyby jsou nyní vysvětleny pomocí hlasového výstupu.
- 1993: The Chessmaster 4000 Turbo pro Windows 3.x a Macintosh. Byl založený na novém enginu The King, který se používal pro všechny následující díly. Hraní přes modem a LAN bylo poprvé k dispozici.
- 1995: The Chessmaster 4000 pro Windows 95.
- 1995: The Chessmaster 3-D pro PlayStation.
- 1996: Chessmaster 5000 pro Windows 95.
- 1997: Chessmaster 5500 pro Windows 95, přibyly hlasové komentáře.
- 1998: Chessmaster 6000 pro Windows 95/Windows 98 a Macintosh.
- 1999: Chessmaster 7000 byl publikován pro Windows 98, pojmenovaný jako Chessmaster II byl publikován pro PlayStation.
- 2000: Chessmaster 8000 pro Windows 98. K anglické verzi vznikl také ruský překlad.
- 2002: Chessmaster pro Game Boy Advance
- 2002: Chessmaster 9000, poprvé vyšlo od francouzské společnosti Ubisoft pro Windows 98/ME/XP. V roce 2003 pro PS2 a 2004 pro Mac OS X. Oproti předchozímu dílu přibyla francouzská verze.
- 2004: Chessmaster mobilní Java verze, byla vydána také pro Android, BlackBerry a Windows Mobile.
- 2004: Chessmaster 10th Edition pro Windows XP a Xbox.[2]
- 2007: Chessmaster: Grandmaster Edition (také Chessmaster 11: Grandmaster Edition) je aktuální verze, která byla vydána 30. října 2007 pro Windows XP/Vista. Zahrnuje četné tutoriály od mezinárodního mistra Joshua Waitzkina a velmistra Larry Christiansena pro hráče všech úrovní, 900 nejdůležitějších šachových partií v historii, 190 osobností soupeřů, dětské puzzle s Raving Rabbids a další minihry.[3] Přibyl polský překlad. Přenosná verze pro Nintendo DS a PSP nese název Chessmaster: The Art of Learning. Oproti PC verzi obsahuje i španělštinu, italštinu, němčinu a nizozemštinu, chybí jí však například některé tutoriály.